# Södermanlands runinskrifter 218
Runinskrift Sö 218 är ristad på ett stort flyttblock som ligger utmed den forna vägen som löper överst på åskrönet mellan Fullbro och Billsta i Sorunda socken och Sotholms härad på Södertörn i Södermanland. 
Parallellt i väster går Södertäljevägen. Vägsträckan mellan byarna ingår i en forntida landsväg som via flera olika runristningar kan följas nerifrån Djursnäs i söder och upp till Norr Stutby i socknens norra del.
Fornforskaren Richard Dybeck hävdar att han upptäckte ristningen i början av 1850-talet.

## Stenen
.

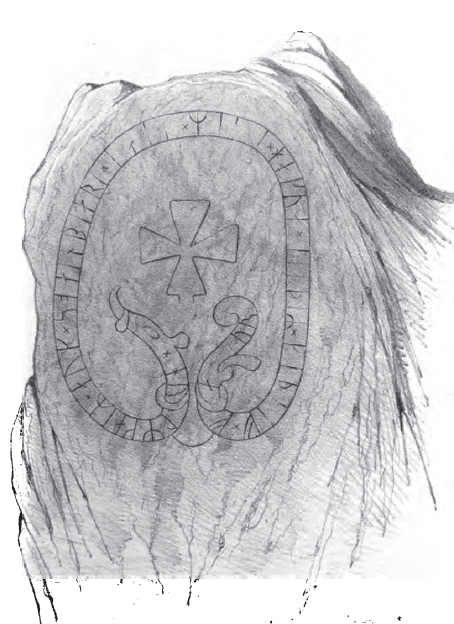
Richard Dybecks teckning

Runristningen är gjord på ett flyttblock som har en basyta om 3,5 x 3,5 meter och är ungefär två meter högt. Runristningen är 125 centimeter hög och 95 centimeter bred. Runornas höjd är 9–10 centimeter och ormen inramar ett kors som är 38 x 38 centimeter. Ornamentiken består av en välformad och profilerad orm som bär upp runtexten. I basen har den sin hals och svans låsta med ett hjärtformat koppel och ett stavkors reser sej därifrån in mot stenens mitt. En översättning av runtexten följer på inskriften nedan:

## Inskriften
Translitterering av runraden:
× hulmkaiʀ × auk × s(t)ainbiar- -ai- ---u × h--ua × (i)(f)tiʀ × k(u)þ(l)(i)f × fa-u-
Normalisering till runsvenska:
Holmgæiʀʀ ok Stæinbiar[n þ]æi[ʀ let]u h[agg]va æftiʀ Guðlæif, fa[ð]u[r].
Översättning till nusvenska:
Holmger och Stenbjörn de läto hugga (runorna) efter Gudlev, (sin) fader.